# Harry Potter (TV-serie)

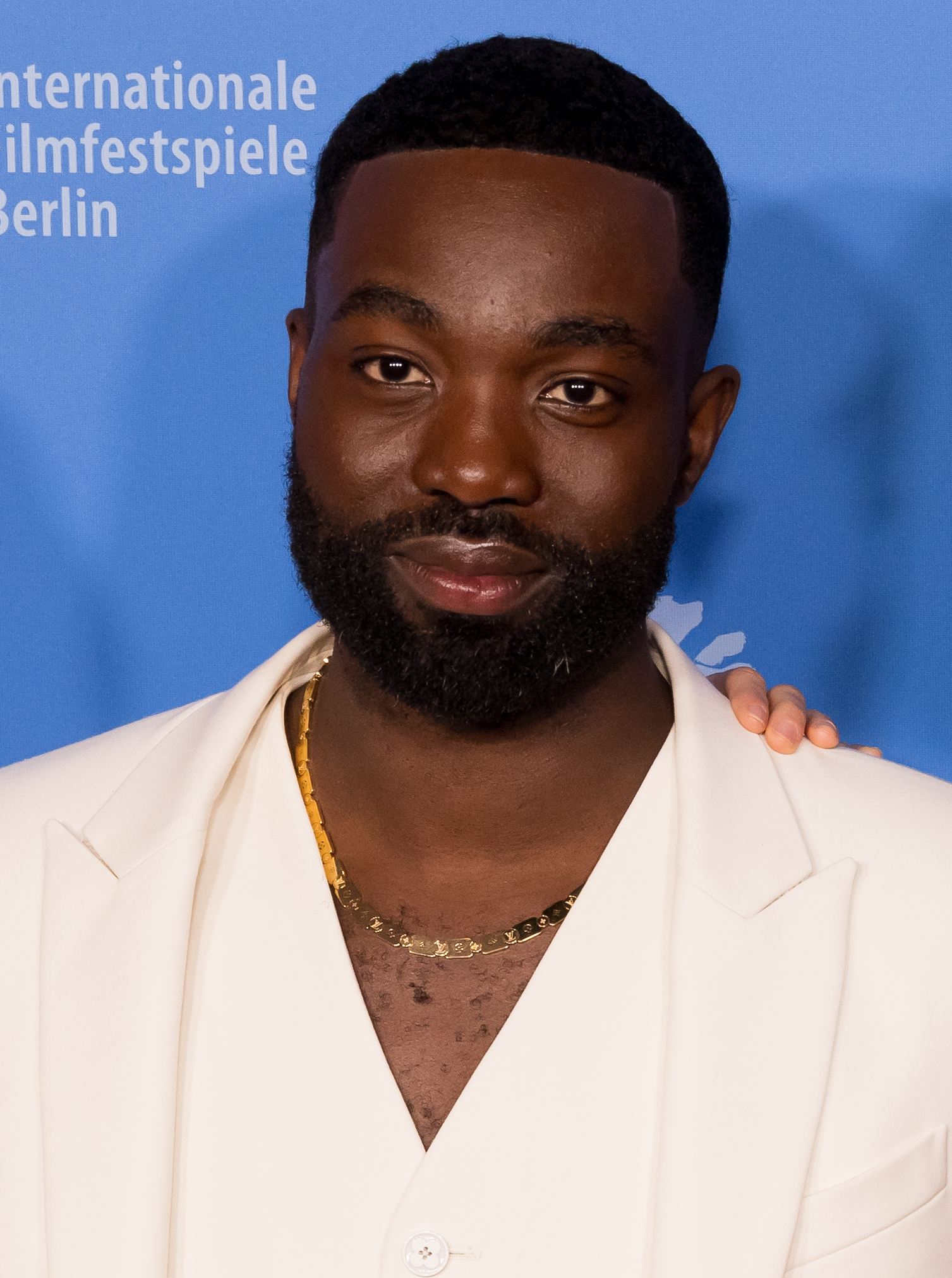
Den brittiske skådespelaren Paapa Essiedu kommer att spela rollen som professor Severus Snape i serien.

Harry Potter är kommande TV-serie baserad på J.K. Rowlings bokserie om huvudkaraktären Harry Potter. Serien är producerad av det amerikanska TV-bolaget HBO (ägt av Warner Bros. Discovery), och förväntas ha premiär på streamingtjänsten HBO Max någon gång under 2027.

## Rollista
| Dominic McLaughlin  | – Harry Potter                 |
| Arabella Stanton    | – Hermione Granger             |
| Alastair Stout      | – Ron Weasley                  |
| Janet McTeer        | – Professor Minerva McGonagall |
| John Lithgow        | – Albus Dumbledore             |
| Nick Frost          | – Rubeus Hagrid                |
| Paapa Essiedu       | – Professor Severus Snape      |
| Paul Whitehouse     | – Argus Filch                  |
| Luke Thallon        | – Professor Quirinus Quirrell  |
| Katherine Parkinson | – Molly Weasley                |
| Lox Pratt           | – Draco Malfoy                 |
| Johnny Flynn        | – Lucius Malfoy                |
| Leo Earley          | – Seamus Finnigan              |
| Alessia Leoni       | – Parvati Patil                |
| Sienna Moosah       | – Lavender Brown               |
| Bel Powley          | – Petunia Dursley              |
| Daniel Rigby        | – Vernon Dursley               |
| Bertie Carvel       | – Cornelius Fudge              |
| Rory Wilmot         | – Neville Longbottom           |
| Amos Kitson         | – Dudley Dursley               |
| Louise Brealey      | – Madam Rolanda Hooch          |
| Anton Lesser        | – Garrick Ollivander           |

## Produktion
I januari 2021 avslöjade The Hollywood Reporter att en Harry Potter-serie var i tidig utveckling och att chefer på HBO Max letade efter potentiella författare. HBO Max och Warner Bros. förnekade dock rapporten och sa att det inte fanns någon Harry Potter-serie under utveckling i studion eller på streamingplattformen.
I april 2023, vid ett investerarmöte för Warner Bros., tillkännagavs att serien var under utveckling. Warner Bros. Discoverys VD David Zaslav avslöjade planerna för serien under en presentation för den nya streamingtjänsten Max, efterträdaren till HBO Max. Serien skulle utvecklas under ett decennium och varje säsong skulle bestå av en bok från bokserien.
Serien började spelas in den 14 juli 2025 på Leavesden Studios.